# Anna Weill
Anna Debora (Anna) Weill (Haarlem, 2 mei 1874 - ?) was een Nederlands harpiste.

## Leven en werk
Weill was een dochter van de Haarlemse winkelier Nathanaël Weill en Rosalie Emrik. Haar muzikale opleiding kreeg ze van Cornelis van der Linden, toen nog op het gebied van piano en muziektheorie. In 1894 legde ze daarin met goed gevolg examen af voor de Nederlandse Toonkunst Vereniging. Pas daarna wendde ze zich definitief tot de harp. Ze kreeg onderricht van mevrouw Cornelia Johanna Snoer-Schönecker in Amsterdam en later van haar zoon Johannes Snoer, harpist van het Gewandhausorchester in Leipzig. In 1897 was ze gediplomeerd harpiste. Ze bespeelde vanaf augustus 1897 dit muziekinstrument in het orkest van De Nederlandse Opera. In 1900 gaf ze vanuit haar woning Weteringschans 35 les. In 1901 begon ze tevens les te geven aan het conservatorium in Den Haag. In 1903 speelde ze in het orkest behorende bij de Metropolitan Opera in New York. Ze veroorzaakte daar stampij omdat ze vanwege haar principes geen lid wilde worden van de vakbond voor muzikanten. In 1903 vertrok ze naar Théâtre des Arts in Rouen. Aldaar kreeg ze in 1907 de onderscheiding Officier d'Académie. In het seizoen 1913/1914 was ze nog als harpiste verbonden aan het Théâtre des Arts.
Johannes Snoer was dermate onder de indruk van haar spel, dat hij zijn eerste van Zwei leichte Salonstücke opus 52 aan haar opdroeg. Ze was een van de docenten van Rosa Spier.
Het is onbekend waar en wanneer zij is overleden.
Haar zus Bertha Hartog-Weill (1865), haar zus Emmerentine Isaacson-Weill (1869) en haar man de kunstschilder Joseph Jacob Isaacson (1859), en haar broer Maurits Weill (1870) en zijn vrouw Helena de Vries (1875) werden tijdens de Tweede Wereldoorlog door de Duitsers in Auschwitz vermoord.